# Jan Koppestok

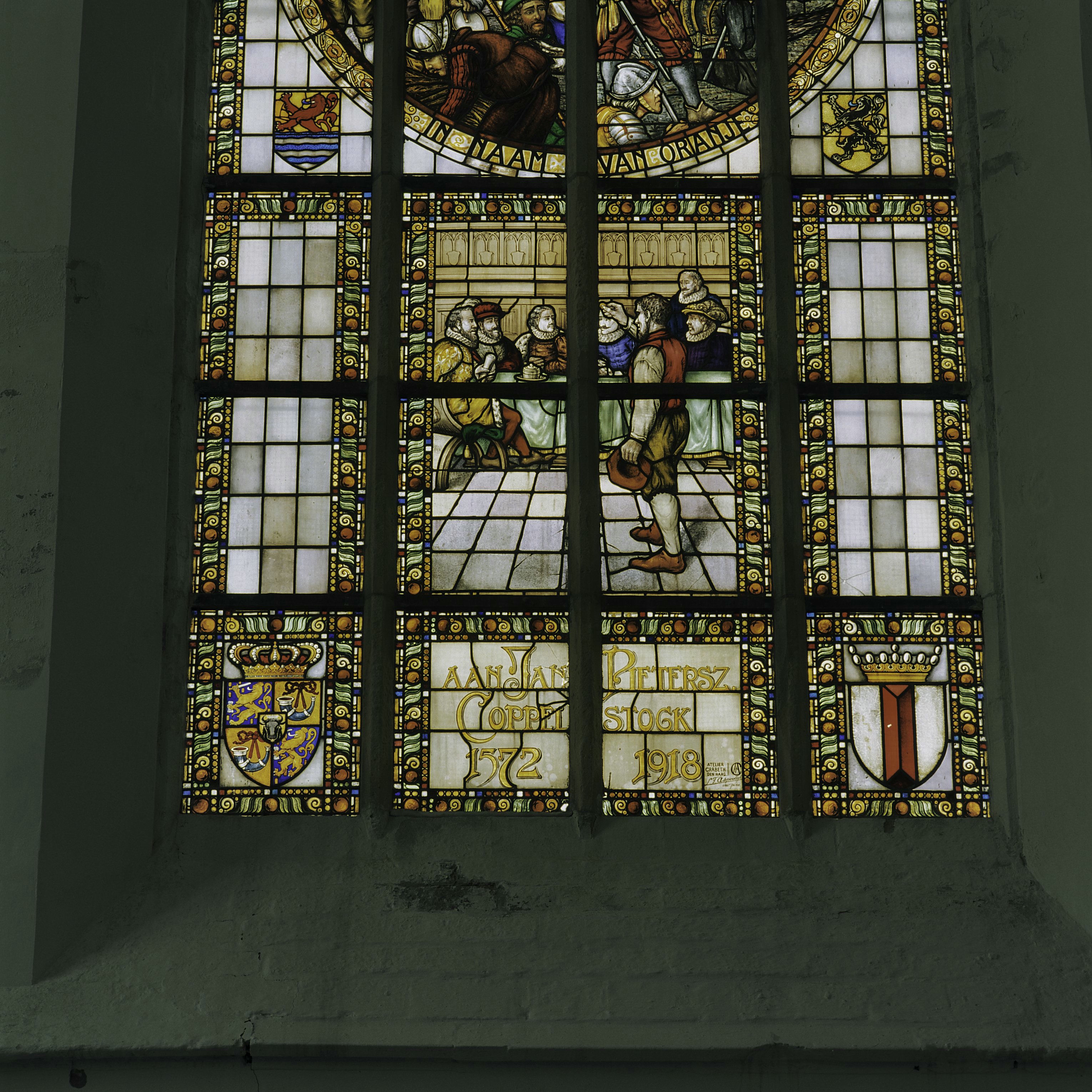
Glas-in-loodraam voor Jan Pietersz. Coppelstock, in de St. Catharijnekerk in Brielle

Jan Pieterszoon Koppestok was een veerman die in de zestiende eeuw werkzaam was tussen Maassluis en Brielle. Zijn achternaam wordt ook gespeld als Koppestock, Koppelstok, Koppelstock, Coppestock of Coppelstock.
In 1572 zochten watergeuzen als kapers voor de Hollandse kust de confrontatie met Spaansgezinden. Genoodzaakt tot aanvulling van hun voorraden besloten ze een stad in te nemen, voornamelijk met het doel die te plunderen.
Volgens de overlevering zou Koppestok op 1 april 1572 aan een van de aanvoerders der Watergeuzen, Willem Bloys van Treslong, hebben verteld dat zich in de havenstad Brielle geen Spaans garnizoen bevond. Daarop werd de veerman gevraagd burgemeester Koekebakker namens de geuzen te sommeren de stad aan hen over te geven. Koppestok beweerde op het stadhuis dat er 5000 geuzen voor de stad lagen, hoewel het er in werkelijkheid veel minder waren. De burgemeester weigerde overgave, waarop de bevelhebber der geuzen, Lumey, de stad voor zich opeiste en de Noordpoort liet belegeren. Een aantal mensen kon door de Zuidpoort wegvluchten, maar toen een gesteld ultimatum was verstreken werd ook die poort bestormd. De stad werd geplunderd en er werden diverse wreedheden begaan, in juli 1572 zouden de martelaren van Gorcum er door protestanten vermoord worden.
Door de inname van Den Briel, die geschiedde tegen de wil van Willem van Oranje, verloor de hertog van Alva, de Spaanse landvoogd en legerleider in de Nederlanden, aan prestige en werd de aanzet gegeven tot de verovering van meer steden op de Spanjaarden.
Het lied In naam van Oranje, doe open de poort, ook bekend onder de titel Een liedje van Koppestok, den veerman, verhaalt op geromantiseerde wijze de gebeurtenissen rond de inname van Den Briel. Abraham Schooleman schreef dit lied in 1872 ter gelegenheid van de driehonderdjarige herdenking van de inneming van Den Briel.

## Spelling van de achternaam
Den Haag heeft een Koppelstokstraat. De gemeente Brielle de Coppelstockstraat.